# Georg Sinzinger
Georg Sinzinger (* 12. September 1859; † 12. Mai 1930) war ein bayerischer Bürgermeister.

## Werdegang
Sinzinger war von Beruf Kaufmann und Bankier. Von 1900 bis 1918 war er Bürgermeister des oberbayerischen Marktes Fürstenfeldbruck.